# Michele Ferri
Michele Ferri (* 29. Mai 1981 in Busto Arsizio) ist ein italienischer ehemaliger Fußballspieler, der vorwiegend in der Abwehr spielte. 

## Spielerkarriere
Michele Ferri steht derzeit bei Cagliari Calcio unter Vertrag, wo er in der Profimannschaft in der Serie A, der höchsten italienischen Spielklasse spielt. In seiner Jugend spielte er beim AC Mailand. Nach zwei Jahren ohne Einsatz in der ersten Mannschaft wechselte er zur AC Cesena über die US Triestina und US Palermo gelangte er schließlich zu Cagliari Calcio. Im Januar 2009 wechselte er zu Sampdoria Genua, im selben Jahr unterzeichnete er einen Vertrag bei Vicenza Calcio. Nachdem sein Vertrag zum Saisonende nicht verlängert worden war, war Ferri zunächst vereinslos. Im November 2010 unterschrieb er schließlich einen Kontrakt bei Atalanta Bergamo.
Zudem kam Ferri in diversen italienischen Jugendnationalmannschaften zum Einsatz.